# 福屋粧子
福屋 粧子（ふくや しょうこ、1971年 - ）は、日本の建築家。東北工業大学専任講師。福屋粧子建築設計事務所代表。

## 概要
- SANAA事務所時代、金沢21世紀美術館をはじめ数々のプロジェクトを担当。

## 略歴
- 1971年 東京都に生まれる
- 1994年 東京大学工学部化学生命系卒業（23歳）
- 1996年 東京大学工学部建築学科卒業（25歳）
- 1998年 東京大学大学院工学系研究科修士課程修了（27歳）
- 1999～04年　妹島和世+西沢立衛/SANAA勤務
- 2005年 福屋粧子建築設計事務所設立（34歳）
- 2006年～2008年　慶應義塾大学理工学部システムデザイン工学科助手→助教
- 2006年 東京理科大学理工学部建築学科非常勤講師（35歳）
- 2007年 神奈川大学工学部建築学科非常勤講師（36歳）
- 2010年～ 東北工業大学専任講師（39歳）

## 主な作品
- 2006年 森の教室（35歳）
- 2007年 森の休憩所（36歳）
- 2008年 伊那谷の家（37歳）

## 受賞
- 2008年 澄心寺庫裏デザインコンペティション 佳作（37歳）